# Шеркова, Татьяна Алексеевна
Шеркова Татьяна Алексеевна (р. 15 июля 1949 г., Москва) — советский российский историк, востоковед-египтолог, кандидат исторических наук, старший научный сотрудник Центра египтологических исследований РАН, специалист по египетской религии и культуре.

## Биография
Татьяна Алексеевна Шеркова родилась 15 июля 1949 г. в Москве. В 1968—1974 гг. училась на историческом факультете Московского государственного университета им. М. В. Ломоносова. Специализировалась по кафедре археологии. С 1975 г. была научным сотрудником Института востоковедения АН СССР.
В 1988 г. защитила в ИВ АН кандидатскую диссертацию «Египет и Кушанское царство: торговые и культурные контакты».
Участвовала в археологических экспедициях в Таджикистан, в российско-голландской экспедиции в Телль Ибрагим Аваде.
В 2001—2005 гг. работала заместителем директора в Центре египтологических исследований РАН. В настоящее время — старший научный сотрудник Центра египтологических исследований РАН.
Член Международной ассоциации египтологов, Европейской ассоциации археологов.

## Научная деятельность
Книга «Египет и Кушанское царство» (1991) исследует торговые и культурные взаимоотношения Египта и Кушанского царства. Автором изучены историко-географические факторы в контексте египетско-кушанских контактов — наличие торговых путей, муссонное мореплавание, наличие инфраструктуры контактов (портов, гаваней, рынков). Выявлены основные предметы египетского производства, экспортировавшиеся в Индию (египетский фаянс, предметы изобразительного искусства и ремесла), местные подражания египетским изделиям. Исследованы иконографические параллелизмы в александрийском и кушанском монетных чеканах, в итоге обнаружен ряд культурных заимствований: Сарапис, Гарпократ, Бес, Птах-Секер-Осирис в кушанской иконографии.
Монография «Рождение Ока Хора: Египет на пути к раннему государству» (2004) описывает создание египетского государства, сложение института царской власти. Анализируются эколого-экономические, социально-политические, религиозно-мифологические стороны жизни общества древнейшего Египта. Поднимается проблема формирования основных религиозно-мифологических идей древнеегипетской культуры, прослеживаются древнейшие пласты мифологических представлений, запечатленные в религиозных текстах.
При участии Т. А. Шерковой подготовлены и опубликованы коллективные монографии по истории и культуре древнего Египта, в том числе переводы сказок древнего Египта.
Т. А. Шеркова является редактором серии «Сокровенное слово Востока».

## Основные работы
- Скульптурка египетского божества из могильника Туп-хона (Южный Таджикистан) // ВДИ. 1981. № 4. С. 73-80.

- О характере контактов между Кушанским царством и Восточным Средиземноморьем (по археологическим материалам из Бактрии) // Международная ассоциация по изучению культур Центральной Азии. Информационный бюллетень. Вып. 1. М., 1981. С. 46-56.
- О контактах Египта с Кушанской Бактрией: по археологическим материалам из Бактрии // Древний и средневековый Восток. История. Филология. М., 1983. С. 121—138.
- Древнеегипетские церемониальные палетки (опыт реконструкции семантики изображений и назначения) // Мероэ. Вып. 4. М., 1989. С. 228—241.
- Египет и Кушанское царство. М., 1991. 192 с.

- Судьбы египетских вещей в кушанской культуре // Проблемы интерпретации памятников культуры Востока. М., 1991. С. 122—150.
- «Око Хора»: символика глаза в додинастическом Египте // ВДИ. 1996. № 4. С. 96-115.
- Семь павианов в одной лодке: из новых раскопок в Телль Ибрагим Аваде, Египет. // Древний Египет: язык — культура — сознание. М., 1999. С. 220—231.

- Жертвоприношение быка в додинастическом Египте // История и культура древнего и раннехристианского Египта. Материалы научной конференции, посвященной 100-летию со дня рождения М. Э. Матье и М. А. Коростовцева. М., 2001. С. 190—201.

- Русские в стране пирамид. Путешественники, ученые, коллекционеры. М., 2003. 272 с. (в соавт. с Беловой Г. А.)
- Рождение Ока Хора: Египет на пути к раннему государству. М.: Праксис. 2004. 376 с.

- Четверичность в древнеегипетских космогонических мифах // Пространство и время: физическое, психологическое, мифологическое. Сб. Тр. V Международной конференции 27-28 мая 2005 г. М., 2007. С. 126—133.

- Мотив числа в древнеегипетской картине мира // Число в науке и искусстве. Сб. материалов 9-й конференции. М., 2007. С. 79-87.
- Древнеегипетские храмовые тайники // Исторический журнал — научные исследования. № 5. 11. 2012. С. 104—110.
- Образ солнечного бога в древнеегипетских религиозно-мифологических представлениях: культурно-исторический и психологический аспекты // Психология и психотехника. № 3. 2013. С. 246—254.

- Додинастический Египет: учебно-методическое пособие. М.: ЦЕИ РАН, 2016. 143 с.[2]

- Жертвоприношение бога в Древнем Египте: миф и ритуал // Бюллетень науки и практики. 2019. Т. 5. № 11. С. 382—394[3].